# Tupiza
Tupiza é uma cidade da Bolívia capital da província de Sud Chichas, departamento de Potosí. Está situada a 256 km de Potosí, 323 km de Tarija e 96 km de Villazón (fronteira com a Argentina).